# Ayanda Patosi
Ayanda Patosi (Città del Capo, 31 ottobre 1992) è un ex calciatore sudafricano, di ruolo attaccante.

## Carriera

### Nazionale
Ha esordito in nazionale nel 2013.

## Palmarès

### Club

#### Competizioni nazionali
- Coppa del Belgio: 2

Lokeren: 2011-2012, 2013-2014
- Supercoppa dell'Iran: 1

Foolad: 2021